# سیارک ۲۹۹۰
سیارک ۲۹۹۰ (به انگلیسی: 2990 Trimberger، نامگذاری:1981EN27) دو هزار و نهصد و نودمین سیارک کشف شده‌است که در ۲ مارس ۱۹۸۱ کشف شد.
قدر مطلق سیارک برابر ۱۳٫۴۰ است.